# Postimees
Postimees (en français : Le Facteur) est un journal quotidien du matin, publié en Estonie à Tallinn.

## Histoire
En 1857, Johann Voldemar Jannsen lance Perno Postimees à Pärnu. 
Le journal devient Eesti Postimees en 1864.
En 1886, Karl August Hermann achete le journal, et commence à le publier à Tartu.
En 1891, le quotidien, renommé Postimees, devient le premier quotidien national d'Estonie. 
En 1896,  le journal est racheté par des intellectuels de Tartu. 
Son rédacteur en chef est Jaan Tõnisson qui amène des personnalités talentueuses comme August Kitzberg, Anna Haava et Karl August Hindrey.
Otto Krusten y a travaillé entre 1922 et 1927.

## Circulation
En mai 2013, Postimees est imprimé à 54 000 exemplaires pour sa version en estonien et 39 000 en version en russe.
En mars 2013, une étude a montré que Postmees avait 613 000 lecteurs.

## Propriété
En 2013, le groupe norvégien Schibsted vend son entreprise estonienne de médias, y compris Postimees. Parmi les repreneurs, Margus Linnamäe (et) homme d'affaires du secteur pharmaceutique.

## Prix et récompenses
- Prix de la Concorde, 2016